# Lesa humanitat (pel·lícula)
Lesa humanitat és un documental espanyol del 2017 sobre la memòria històrica i la justícia universal escrit i dirigit per Héctor Fáver i produït per Ramon Térmens amb Aureal Theorem i Vargtimmen Films. Ha estat rodat en català.

## Sinopsi
Aquest documental és una reflexió sobre la necessitat urgent d'una actuació sobre la jurisdicció universal que permeti actuar on altres iniciatives fallen, quan es produeixen situacions on els drets humans s'han violat de manera sistemàtica i on s'han produït delictes de genocidi en un passat recent i les lleis d'un estat democràtic emparen la imputat i exoneren els genocides. Així té com a objectius donar veu i visibilitat a les víctimes oblidades del franquisme, recollir els seus testimonis, acabar amb la indiferència social i restituir el seu dret a la memòria i a la justícia.
Amb la veu en off de l'actor Eduard Fernández i Serrano també es mostren un munt de dades, de diferents llocs en els quals s'han viscut dictadures o diferents guerres i se'ns dona a conèixer que Cambodja és el lloc amb mes fosses comunes en el món, seguit d'Espanya. També es parla el cas dels nens suposadament morts en néixer, que segurament van acabar en mans d'altres pares, més rics i poderosos que els biològics. Després hi ha testimonis i entrevistes a personatges com el jutge Baltasar Garzón, Joan Tardà i Coma, Gerardo Pisarello, Soledad Luque o Carlos Slepoy.

## Producció
El documental fou produït gairebé simultàniament a El silencio de otros, però a diferència d'aquest només es va projectar a dos cinemes comercials de Barcelona i Madrid, i va tenir un recorregut limitat a instituts de batxillerat i universitats.

## Nominacions
Fou nominada al Gaudí a la millor pel·lícula documental.